# Exopterygota
De Exopterygota (ook wel Hemimetabola) vormen een van de twee groepen van de onderklasse Pterygota, die behoort tot de insecten (Insecta). Ze onderscheiden zich van de andere groep Endopterygota (ook wel Holometabola) doordat hun vleugels zich in de loop van een aantal vervellingen uitwendig (exo = buiten) ontwikkelen, zonder popstadium. Insecten daarentegen die een popstadium ondergaan, de Endopterygota, ontwikkelen vleugels in de pop (endo = binnen). In exopterygota leeft en voedt zich de volwassen vorm (imago, mv. imagines) en de nimf meestal op dezelfde wijze.

## Taxonomie
De ordes die tot de Exopterygota behoren zijn;
- Ephemeroptera (haften)
- Plecoptera
- Odonata (libellen)
- Embioptera (webspinners of tarsspinners)
- Grylloblattodea
- Orthoptera (sprinkhanen en krekels)
- Phasmatodea (wandelende takken en wandelende bladeren)
- Dermaptera (oorwormen)
- Mantodea (bidsprinkhanen)
- Blattaria (kakkerlakken)
- Isoptera (termieten)
- Zoraptera
- Psocoptera (stofluizen)
- Phthiraptera  (bijtende en zuigende dierluizen)
- Thysanoptera (thripsen)
- Heteroptera (wantsen)
- Homoptera (plantenluizen en cicaden)